# Outlanders
Outlanders – niskobudżetowy angielski film fabularny z 2007 r., częściowo kręcony w Trójmieście (Gdańsk – sceny portowe, Gdynia – scena śmierci ojca, Sopot – scena pogrzebu oraz łowienia ryb w dzieciństwie), miał swoją premierę na Oldenburg Independent Film Festival w 2007.

## Obsada
- Huseyin Hussein jako Agresywny wędrowiec
- Ana Vilenica jako Sekretarka
- Przemysław Sadowski jako Jan Jasiński
- Jakub Tolak jako Adam Jasiński
- Michael Klesic jako Michaił
- Alexis Raben jako Anna
- Shaun Dingwall jako DI Cartwright
- Joe Tucker jako Tommy
- Olegar Fedoro jako Kon
- Damon Younger jako Holender
- Andrzej Popiel jako Tomasz

## Opis fabuły
Po pogrzebie ojca, Adam, młody chłopak z Gdańska, wyrusza w poszukiwaniu Jana, swego starszego brata, który ostatni raz kontaktował się z rodziną z Anglii. Londyn działa jak magnes na tych, którzy szukają lepszego jutra, ale pod powłoką liberalizmu skrywa mroki nietolerancji, chciwości i wyzysku. Po męczącej i trudnej podróży, Adam odnajduje swojego brata wśród ludzi, którzy zajmują się dostarczaniem na budowy pracowników zatrudnianych na czarno.
Jan wprowadza bohatera w tajniki działania swojej firmy, pokazuje, w jaki sposób przemyca nielegalnych pracowników przez kanał przerzutowy z polskich trawlerów na brytyjskie łodzie rybackie. Podczas swego pobytu w Londynie Adam poznaje piękną Litwinkę, Annę, która tak samo jak on przybyła do Wielkiej Brytanii w poszukiwaniu lepszego życia. Nieświadomy rozmiarów bezwzględnej ambicji swojego brata, Adam staje przed trudnym wyborem. Kiedy tragiczny wypadek na placu budowy i śmierć jednego z pracowników doprowadzają do aresztowania Jana, Adam instynktownie postanawia go bronić. Jednak odkrycie szokujących dowodów winy starszego brata staje się dla młodego bohatera ostatecznym testem lojalności – albo Adam pozostanie wierny swemu bratu i tym samym wyda ciche przyzwolenie na okrucieństwa, jakich się dopuszcza i na śmierć niezliczonej masy nielegalnych emigrantów, albo wyda go policji, ochraniając tym samym ukochaną Annę przed deportacją i pozwoli by brat, jego jedyny krewny, spędził całe życie w więzieniu.